# Parachernes arcuodigitus
Parachernes arcuodigitus es una especie de arácnido  del orden Pseudoscorpionida de la familia Chernetidae.

## Distribución geográfica
Se encuentra en Texas y Victoria (Estados Unidos).